# Marino Dusić
Marino Dusić är en kroatisk astronom.
Minor Planet Center listar honom som M. Dusic och som upptäckare av 2 asteroider. 11706 Rijeka och 12512 Split, båda tillsammans med astronomen och landsmannen Korado Korlević.